# Moritz von Sachsen (1696–1750)

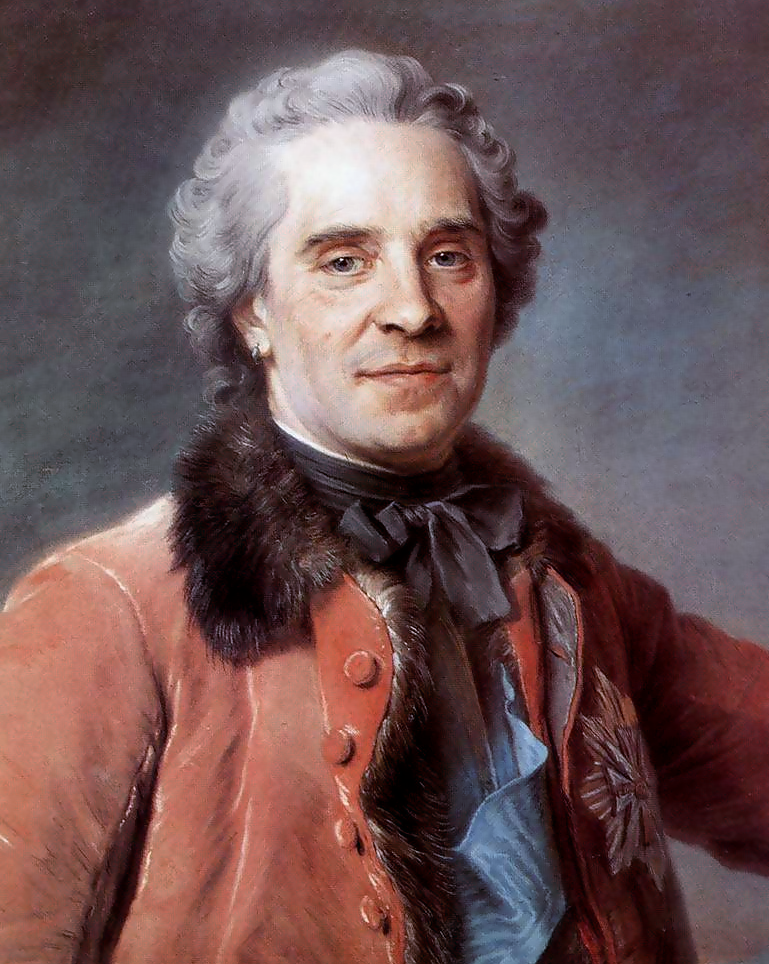
Moritz Graf von Sachsen

Hermann Moritz Graf von Sachsen, genannt „Maréchal de Saxe“ („Marschall von Sachsen“), (* 28. Oktober 1696 in Goslar; † 30. November 1750 auf Schloss Chambord) war ein deutscher Feldherr und Kriegstheoretiker in französischen Diensten. Er trug ab 1747 den Titel Generalmarschall des Königs, welcher insgesamt nur sieben Mal vergeben wurde. Von 1726 bis 1729 war Moritz von Sachsen gewählter Herzog von Kurland.

## Leben

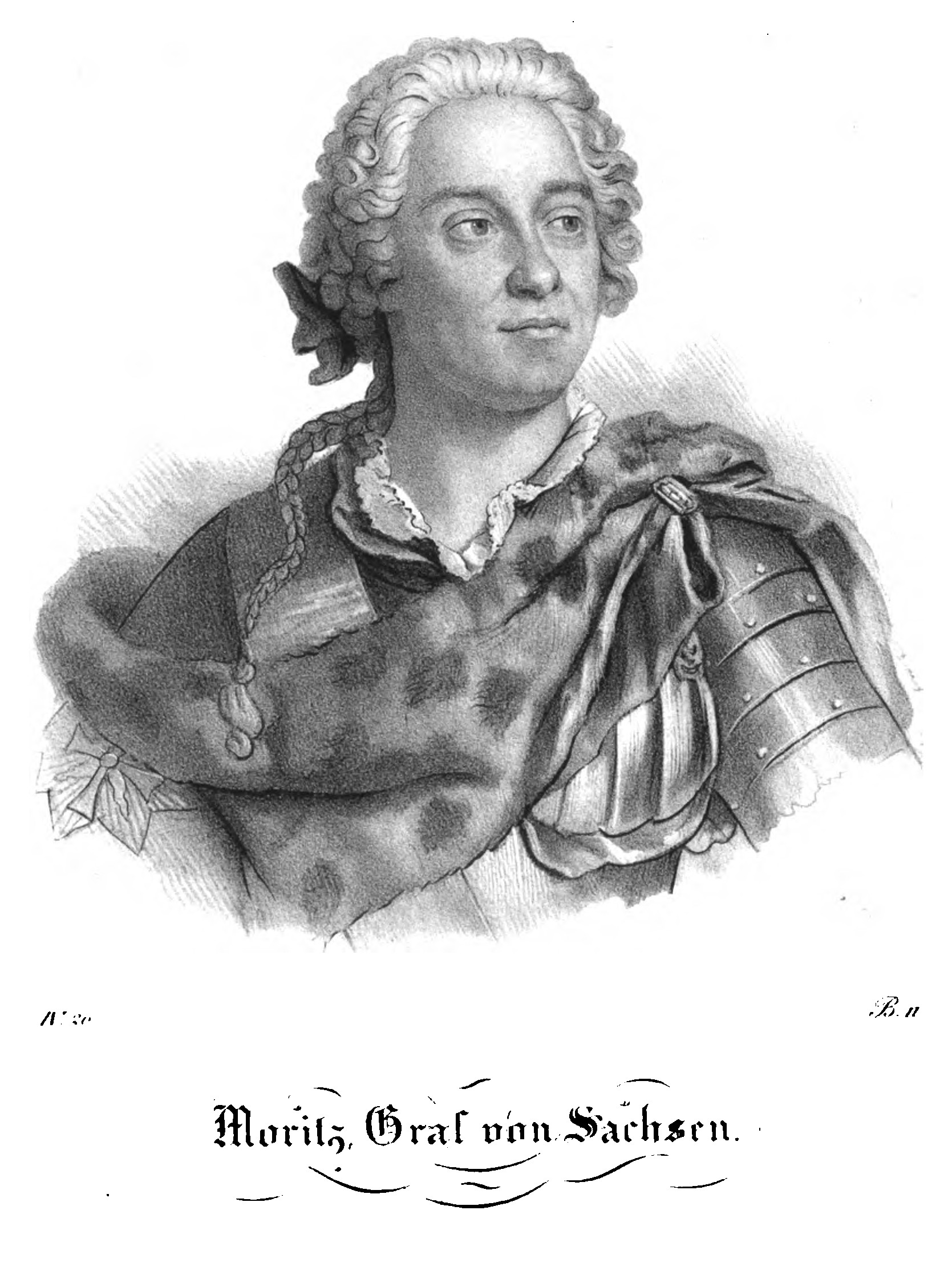
Lithographie von 1839

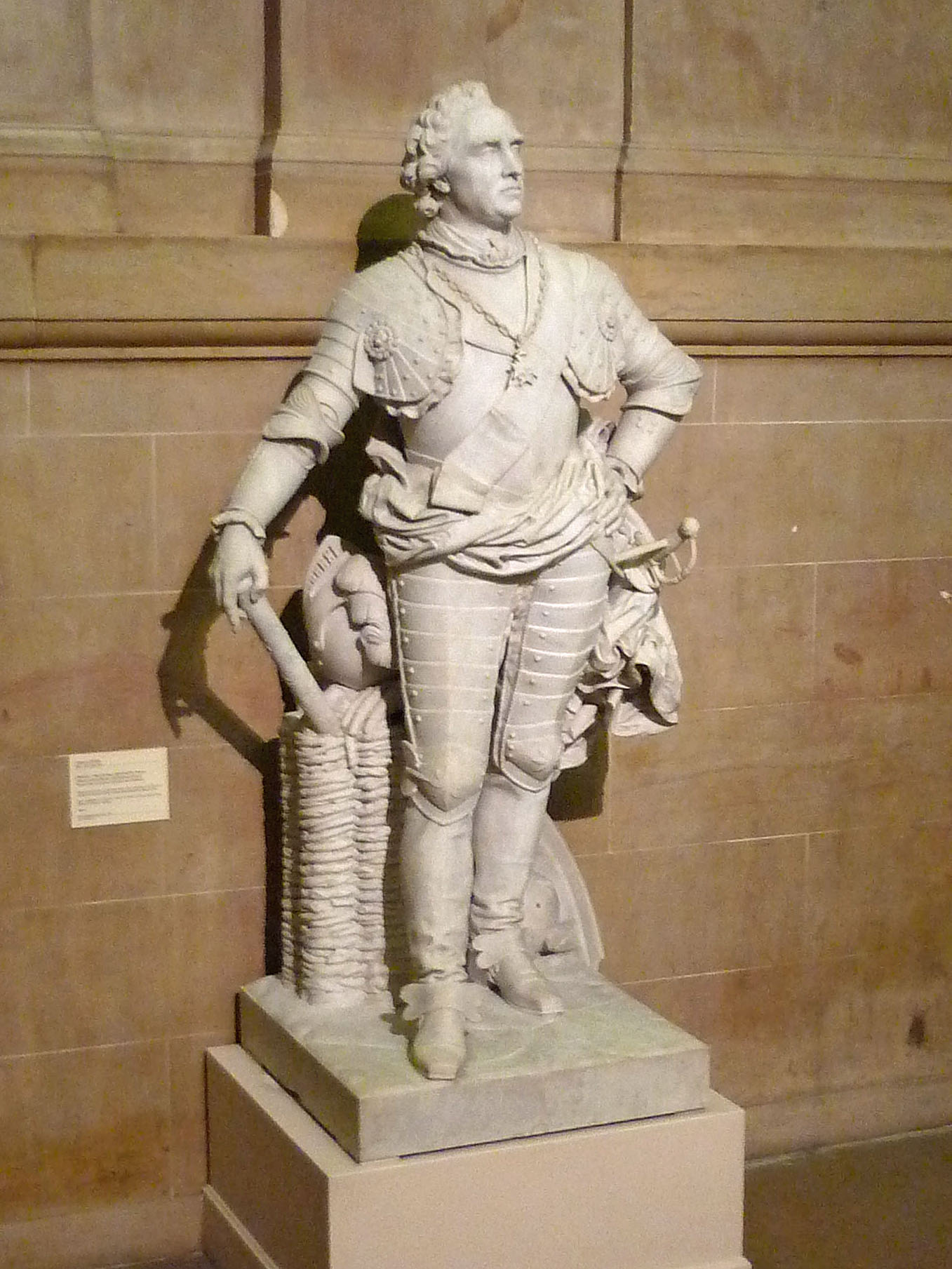
Moritz von Sachsen – Skulptur von François Rude im Musée des Beaux-Arts in Dijon

Moritz von Sachsen war ein illegitimer Sohn von Kurfürst August dem Starken und Aurora von Königsmarck. Er erhielt von seinem Vater während dessen Reichsvikariat den Titel eines Grafen von Sachsen und bald die Stelle eines Obersten in einem Kürassierregiment. 1706 studierte er bereits Musik und Philosophie in Halle. Er wurde damals schon als Wunderkind verehrt. Während des Spanischen Erbfolgekrieges kämpfte er 1709 in Flandern unter Prinz Eugen und dem Herzog von Marlborough mit Auszeichnung, und ebenso zeichnete er sich im Jahr 1711 bei Stralsund, während des Großen Nordischen Krieges, unter den Augen seines Vaters aus. Kurz darauf vermählte ihn seine Mutter mit der reichen Gräfin Löben (1699–1747), doch wurde die Ehe 1721 wieder getrennt, nachdem er ihr Vermögen verprasst und sie betrogen hatte.
Bei allem Hang zu Ausschweifungen betrieb Moritz aufs eifrigste das Studium der Kriegskunst. 1717 nahm er in Ungarn unter Prinz Eugen am Türkenkriege teil, 1720 trat er in französische Militärdienste und erhielt als vorläufiger Maréchal de camp (Brigadegeneral) 1722 das Kommando über ein deutsches Regiment, das Régiment de Sparre-infanterie. 1726 wählten ihn die Stände von Kurland auf Antrieb der Herzogin-Witwe Anna Iwanowna, der Tochter des Zaren Iwan V., zum Herzog.
Nach seiner Ächtung durch den polnischen Reichstag im November 1726 wurde er nach dem Einmarsch einer russischen Armee im August 1727 zur Flucht genötigt. Er hielt seine Ansprüche auf die Herzogswürde zwar weiterhin aufrecht, seine Bemühungen blieben aber erfolglos, darauf begab er sich 1729 erneut in den französischen Heeresdienst.

### Aufstieg im Dienste Frankreichs
Nachdem er sich 1733 im Polnischen Erbfolgekrieg am Oberrhein ausgezeichnet hatte, wurde ihm am 1. August 1734 der Titel eines Lieutenant général verliehen.
Im Österreichischen Erbfolgekrieg nahm er 26. November 1741 Prag im Sturm, eroberte Eger und Elbogen und zog mit François-Marie de Broglie an den Rhein zurück, wo er sich der Linien von Lauterburg bemächtigte. Am 26. März 1743 wurde er zum Marschall von Frankreich ernannt, er stellte ein eigenes Regiment, die Volontaires de Saxe, auf, das ihm als Haustruppe und Leibgarde diente. Zwischen Januar und März 1744 kommandierte er eine in Dünkirchen zusammengezogene Expeditionsarmee, die zur Restauration des Hauses Stuart bestimmt war. Die geplante Landung in England wurde wegen schwerer Unwetter zuerst verschoben, dann völlig aufgegeben.
Der folgende Feldzug in Flandern unter dem nominellen Oberbefehl Ludwigs XV. galt als ein Meisterstück der Kriegskunst, indem er den an Zahl überlegenen Feind zur Untätigkeit nötigte.  Am 11. Mai 1745 siegte er gegen die Engländer in der Schlacht bei Fontenoy und im Februar 1746 in der Belagerung von Brüssel. Nachdem die Pragmatische Armee nach dem Abzug der britischen Truppen geschwächt worden war, setzten die Franzosen ihre Invasion in Holländisch-Flandern fort. Nach dem schnellen Fall der Festungen Mons (10. Juli) und Charleroi (2. August) belagerte Moritz Namur, das am 19. September eingenommen werden konnte. Am 11. Oktober 1746 errang er in der Schlacht bei Roucoux einen Sieg über das österreichisch-niederländische Heer unter Prinz Karl von Lothringen und wurde dafür am 12. Januar 1747 zum Maréchal général des camps et armées du roi befördert. Nach dem Sieg über den Herzog von Cumberland bei Lauffeld (2. Juli 1747) und der Einnahme von Bergen op Zoom (16. September 1747) wurde er zum Oberbefehlshaber in den eroberten Niederlanden ernannt. Die Eroberung mehrerer wichtiger Plätze, im Mai 1748 fiel Maastricht, sicherte den Franzosen ihre bisherigen Erfolge.

### Lebensabend
Nachdem zu Aachen am 18. Oktober 1748 Friede geschlossen war (→ Frieden von Aachen (1748)), zog sich der „maréchal de Saxe“ auf das ihm 1745 vom König auf Lebenszeit zur Nutzung überlassene Schloss Chambord zurück. Im Schloss ließ er einige, für die Verhältnisse des 18. Jahrhunderts nicht mehr elegante, unbequeme und sehr hohe Räume nach dem Geschmack seiner Zeit umbauen und machte es zu einem Sammelpunkt von Gelehrten, Künstlern und Philosophen. Er leistete zudem weiterhin als Literat auf militärtheoretischem Gebiet, wie mit dem 1732 entstandenen „Rêveries“ (erst 1756 erschienen), einen wichtigen Beitrag zu den Kriegswissenschaften. Im Juni 1749 besuchte er Friedrich II. in Sanssouci.
Er starb am 30. November 1750 zwischen sechs und sieben Uhr in Chambord an den Folgen eines Fiebers, das er sich am 12. November zugezogen hatte, und wurde in Straßburg in der protestantischen Thomaskirche bestattet, wo ihm 1765 bis 1776 von Pigalle ein großartiges Grabdenkmal errichtet wurde.

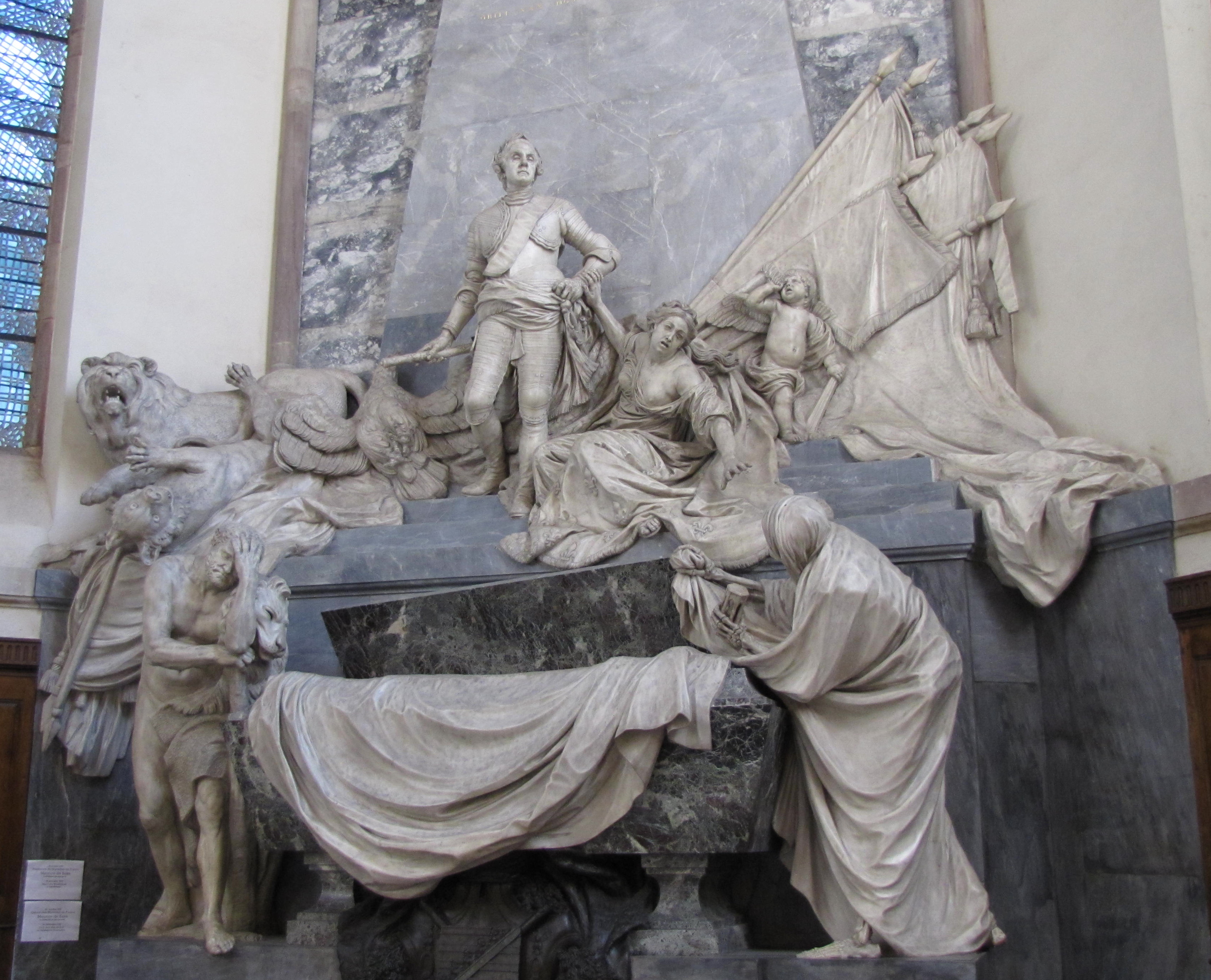
Grabmal des Moritz von Sachsen: Der Marschall schreitet die Treppe zum Sarg hinab, den der Tod öffnet. Frankreich versucht ihn zurückzuhalten. Herkules trauert. Die Wappentiere links verkörpern die besiegten Reiche Österreich (Adler), Holland (Löwe) und England (Leopard).

Moritz von Sachsen erfreute sich schon zu Lebzeiten großer Beliebtheit, bei seinen Soldaten wegen seiner Menschlichkeit und Fairness, im Volk wegen seiner Siege – Moritz von Sachsen (Maurice de Saxe) war einer der wenigen unbesiegten Feldherren Frankreichs, was ihn seinerzeit zum Mythos machte.

## Rezeption
Bekannt ist Moritz’ Liebesverhältnis zur berühmten Tragödin Adrienne Lecouvreur. Dadurch wurde Moritz indirekt auch zum Protagonisten eines Schauspiels von Eugène Scribe sowie der Oper Adriana Lecouvreur von Francesco Cilea. Bei der Uraufführung 1902 wurde Moritz von Sachsen von Enrico Caruso dargestellt.

## Familie
Aus einer Affäre Moritz’ mit Marie Rinteau de Verrières (1730–1775) entstammt eine illegitime Tochter, Marie-Aurore de Saxe (1748–1821), verehelichte Dupin. Somit war er der Urgroßvater der französischen Schriftstellerin George Sand (eig. Aurore Dupin).
Er heiratete am 12. März 1714 die reiche Erbin Johanna Victoria Tugendreich von Loeben (* 8. Februar 1699, † 25. Juni 1747). Mit ihr hatte er einen Sohn, August Adolf (* 22. Januar 1715), der aber schon kurz nach der Geburt starb. Die Ehe wurde am 21. März 1721 geschieden. Johanna Victoria heiratete 1728 den sächsischen Oberstleutnant Friedrich Wilhelm von Runckel († 18. Februar 1759).

## Schriften
- Les Reveries Ou Memoires Sur L’Art De La Guerre De Maurice Comte De Saxe, Duc De Courlande Et De Semigalle … Dediés A Messieurs Les Officiers Generaux Par Mr. De Bonneville Capitaine Ingenieur de Campagne de Sa Majesté le Roi de Prusse. A La Haye, Chez Pierre Gosse Junior, Libr. de S. A. R., 1756. (Digitalisat bei Gallica).
- Mes rêveries. Ouvrage posthume de Maurice comte de Saxe. Amsterdam/Leipzig 1757 (Digitalisat bei Gallica), (Digitalisat)

Einfälle über die Kriegskunst: Herausgegeben von [Zacharie de Pazzi de] Bonneville: Aus dem Französischen ins Deutsche übersetzet von G[eorg] R[udolph] Faesch. Weidmann, Leipzig und Frankfurt 1757. Digitalisat
Reveries or Memoires upon the Art of War by Field-Marshal Count Saxe: Illustrated with Copper-plates. To which are added some original Letters, upon various military subjects. London 1757.